# Anna Zonová

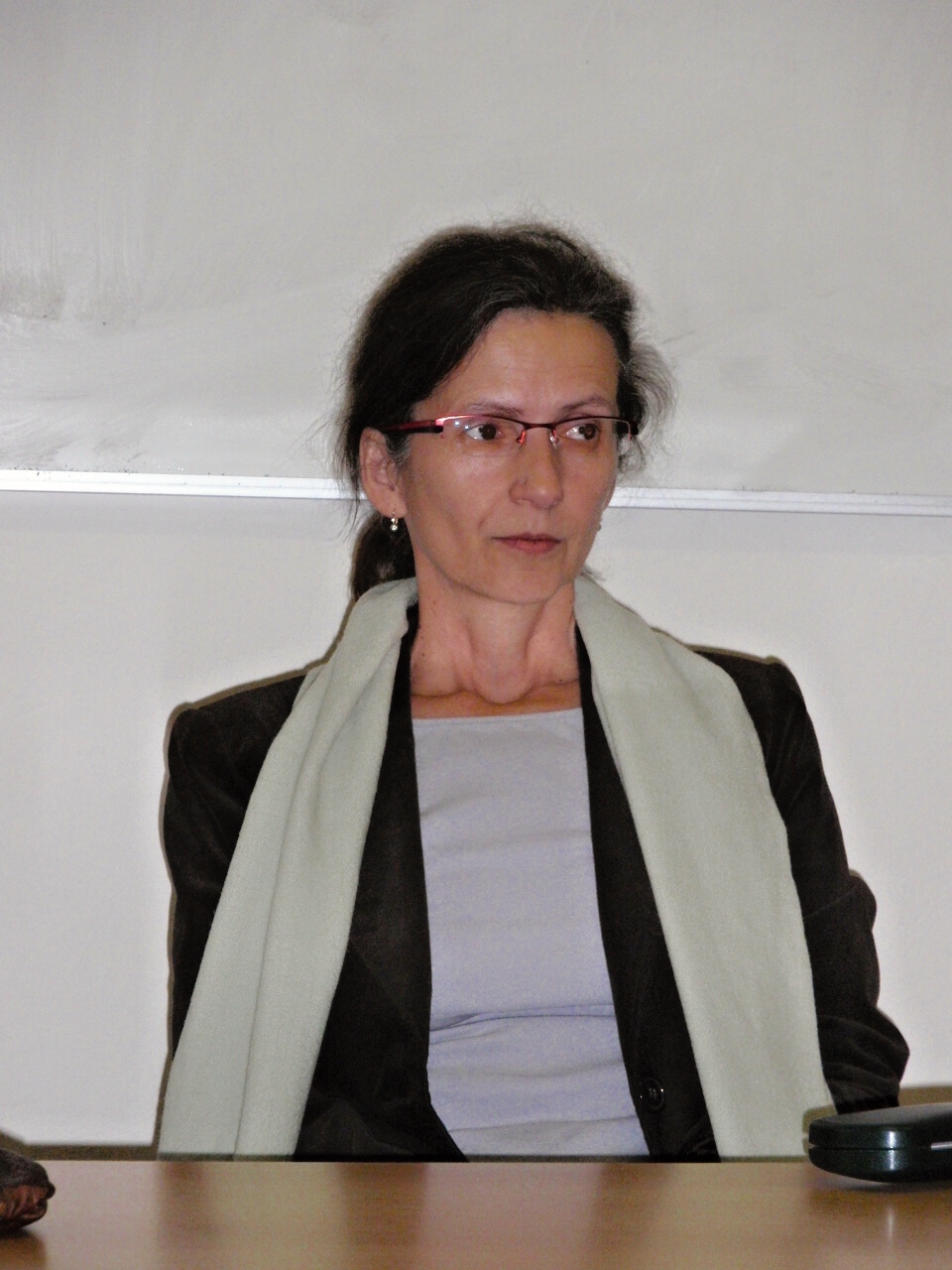
Anna Zonová (2012)

Anna Zonová (geboren 24. April 1962 in Nižný Komárnik) ist eine tschechische Schriftstellerin.

## Leben
Anna Zonová hat russinische Wurzeln. Sie studierte Bauingenieurwesen an der Technischen Universität Brünn. Sie arbeitet seither als Kunstkritikerin und als Kuratorin. 2001 veröffentlichte sie eine Kurzgeschichtensammlung. Ihr Roman Lorenz, zrady wurde für den Magnesia Litera und den Josef Škvorecký Preis nominiert. Im Mai 2019 war sie Stipendiatin des Hessischen Literaturrats in der Villa Clementine.

## Werke (Auswahl)
- Červené botičky. Kurzgeschichten. 2001
- Za trest a za odměnu. Roman. 2004
  - Zur Strafe und als Belohnung.[2] Roman (zweisprachig: tschechisch/deutsch). Übersetzung Christa Rothmeier. Wieser, Klagenfurt 2008. ISBN 978-3-85129-664-8[3]
- Boty a značky. Erzählung. 2007
- Lorenz, zrady. Roman. 2013